# 구자룡
구자룡(具滋龍, 1992년 4월 6일~)은 대한민국의 축구 선수로서 포지션은 수비수이며 현재 이스턴 SC에서 활약하고 있다.

## 구단 경력
매탄고등학교 졸업 후 2011년부터 수원 삼성 블루윙즈에 몸담았으며, 2012년 염기훈과 함께 경찰축구단에 입대하였다.
전역 후 수원 삼성 블루윙즈으로 복귀하였으며, 2015년 출전 경기를 늘려 가며 25경기에 모습을 드러냈다. ACL 가시와 레이솔 원정경기에선 수원 소속으로 데뷔골을 성공시키기도 했다.
2020년 1월 6일, K리그1 전북 현대 모터스로 이적이 확정되었다.

## 수상 내역

### 구단
수원 삼성 블루윙즈
- FA컵 : 우승 2회(2016, 2019)

전북 현대 모터스
- K리그1 : 우승 2회(2020, 2021)
- FA컵 : 우승 2회(2020, 2022)